# Тендиково
Тендиково — деревня в Дмитровском районе Московской области. Население — 92 чел. (2010). До 2006 года Тендиково входило в состав Внуковского сельского округа.

## Расположение
Деревня расположена в центральной части района, на безымянном правом притоке реки Яхрома, высота центра над уровнем моря 220 м. 
Ближайшие населённые пункты — Подчерково на юге и Пересветово на северо-востоке.  На западе — промзона Каналстрой города Дмитрова. 

## История
В состав Пересветовской (село Пересветово) вотчины Нарышкиных на 1680 год входили деревни Тенчиково, Прудцы и Шелепино.
По результатам ревизии 1858 года в Тендиково числилось 19 домохозяйств, в которых проживало 74 мужчины, 69 женщин (143 человека). По результатам сборника земского обследования в деревне проживало 28 семей, 79 мужчин и 81 женщина (160 человек).
До реформы 1861 года по освобождению крестьян от крепостной зависимости деревней владел несовершеннолетний князь Сергей Голицын, проживающей с матерью в Санкт-Петербурге. Управлял вотчиной М. Т. Крашилин, работающий в Министерстве иностранных дел. В вотчину Голицына входили: село Пересветово с деревнями Тендиково, Прудцы, Шепелево и село Фёдоровское с деревнями Бирлово, Ярово, Митькино. Усадьба Голициных ранее располагалась (сохранилась в частичном виде) в селе Даниловском (сейчас посёлок совхоза «Будённовец»).
По данным Справочной книжки Московской губернии 1890 года в деревне числись 4 небольших позументных фабрик, принадлежащих крестьянам: И. Меркулову, Д. Демьянову, Ф. Иванову,  Л. Зелову. На фабриках работало 55 наёмных рабочих.
Тендиковский сельсовет был образован в первые годы Советской власти. В 1923 году Тендиково входит в состав Пересветовского сельсовета. В 1954 году входит в Орудьевский сельсовет.
10 ноября 2016 года деревня сильно пострадала во время ледяного дождя. Остались без воды, тепла и света более 200 человек в результате обрыва электросетей и остановки водозаборного узла.

## Население
| 2002 | 2006 | 2010 |
| ---- | ---- | ---- |
| 60   | ↘50  | ↗92  |